# Epinephelus bruneus
Epinephelus bruneus är en fiskart som beskrevs av Bloch, 1793. Epinephelus bruneus ingår i släktet Epinephelus och familjen havsabborrfiskar. IUCN kategoriserar arten globalt som sårbar. Inga underarter finns listade i Catalogue of Life.